# Liste der Krankenhäuser in Niger
Die Liste der Krankenhäuser in Niger umfasst alle staatlichen und privaten Krankenhäuser in Niger, ohne sonstige medizinische Einrichtungen wie Gesundheitszentren und -häuser.
Sie ist nach Name des Krankenhauses, Ort, Region und Art der Trägerschaft sortierbar. Der Name ist auf Deutsch und in Klammern auf Französisch, der Amtssprache Nigers, angeführt.

## Liste
- Karte mit allen Koordinaten:
- OSM |
- WikiMap

| Name                                                                                 | Ort                       | Region    | Trägerschaft | Bild                                   |
| ------------------------------------------------------------------------------------ | ------------------------- | --------- | ------------ | -------------------------------------- |
| Regionalkrankenhaus Agadez (Centre Hospitalier Régional d’Agadez)                    | Agadez Standort           | Agadez    | staatlich    | Regionalkrankenhaus Agadez             |
| Distriktkrankenhaus Arlit (Hôpital de District d’Arlit)                              | Akokan Standort           | Agadez    | staatlich    |                                        |
| SOMAÏR-Krankenhaus Arlit (Hôpital SOMAÏR d’Arlit)                                    | Arlit Standort            | Agadez    | privat       |                                        |
| Distriktkrankenhaus Bilma (Hôpital de District de Bilma)                             | Bilma Standort            | Agadez    | staatlich    |                                        |
| Regionalkrankenhaus Diffa (Centre Hospitalier Régional de Diffa)                     | Diffa Standort            | Diffa     | staatlich    |                                        |
| Distriktkrankenhaus Maïné-Soroa (Hôpital de District de Maïné-Soroa)                 | Maïné-Soroa Standort      | Diffa     | staatlich    |                                        |
| Distriktkrankenhaus N’Guigmi (Hôpital de District de N’Guigmi)                       | N’Guigmi Standort         | Diffa     | staatlich    |                                        |
| Regionalkrankenhaus Dosso (Centre Hospitalier Régional de Dosso)                     | Dosso Standort            | Dosso     | staatlich    | Regionalkrankenhaus Dosso              |
| Distriktkrankenhaus Boboye (Hôpital de District de Boboye)                           | Birni N’Gaouré Standort   | Dosso     | staatlich    |                                        |
| Distriktkrankenhaus Dogondoutchi (Hôpital de District de Dogondoutchi)               | Dogondoutchi Standort     | Dosso     | staatlich    |                                        |
| Distriktkrankenhaus Gaya (Hôpital de District de Gaya)                               | Gaya Standort             | Dosso     | staatlich    | Distriktkrankenhaus Gaya               |
| Distriktkrankenhaus Loga (Hôpital de District de Loga)                               | Loga Standort             | Dosso     | staatlich    |                                        |
| Makkah-Krankenhaus für Augenheilkunde Maradi (Hôpital Ophtalmologique Makkah-Maradi) | Maradi Standort           | Maradi    | privat       |                                        |
| Referenzkrankenhaus Maradi (Hôpital de Référence de Maradi)                          | Maradi Standort           | Maradi    | staatlich    | Referenzkrankenhaus Maradi             |
| Regionalkrankenhaus Maradi (Centre Hospitalier Régional de Maradi)                   | Maradi Standort           | Maradi    | staatlich    |                                        |
| Distriktkrankenhaus Aguié (Hôpital de District d’Aguié)                              | Aguié Standort            | Maradi    | staatlich    |                                        |
| Distriktkrankenhaus Dakoro (Hôpital de District de Dakoro)                           | Dakoro Standort           | Maradi    | staatlich    |                                        |
| Distriktkrankenhaus Guidan Roumdji (Hôpital de District de Guidan Roumdji)           | Guidan Roumdji Standort   | Maradi    | staatlich    |                                        |
| Distriktkrankenhaus Madarounfa (Hôpital de District de Madarounfa)                   | Madarounfa Standort       | Maradi    | staatlich    |                                        |
| Distriktkrankenhaus Mayahi (Hôpital de District de Mayahi)                           | Mayahi Standort           | Maradi    | staatlich    |                                        |
| Distriktkrankenhaus Tessaoua (Hôpital de District de Tessaoua)                       | Tessaoua Standort         | Maradi    | staatlich    |                                        |
| Allgemeines Referenzkrankenhaus Niamey (Hôpital Général de Référence de Niamey)      | Niamey I Standort         | Niamey    | staatlich    | Allgemeines Referenzkrankenhaus Niamey |
| Nationalkrankenhaus Niamey (Hôpital National de Niamey)                              | Niamey I Standort         | Niamey    | staatlich    | Nationalkrankenhaus Niamey             |
| CURE-Kinderkrankenhaus Niger (CURE Hôpital des Enfants au Niger)                     | Niamey II Standort        | Niamey    | privat       |                                        |
| Regionalkrankenhaus Poudrière (Centre Hospitalier Régional de Poudrière)             | Niamey III Standort       | Niamey    | staatlich    |                                        |
| Armeekrankenhaus Niamey (Centre Hospitalier des Armées de Niamey)                    | Niamey IV Standort        | Niamey    | staatlich    |                                        |
| Makkah-Krankenhaus für Augenheilkunde Niamey (Hôpital Ophtalmologique Makkah-Niamey) | Niamey IV Standort        | Niamey    | privat       |                                        |
| Distriktkrankenhaus Gawèye (Hôpital de District de Gawèye)                           | Niamey V Standort         | Niamey    | staatlich    |                                        |
| Nationalkrankenhaus Lamordé (Hôpital National de Lamordé)                            | Niamey V Standort         | Niamey    | staatlich    |                                        |
| Regionalkrankenhaus Tahoua (Centre Hospitalier Régional de Tahoua)                   | Tahoua Standort           | Tahoua    | staatlich    |                                        |
| Distriktkrankenhaus Abalak (Hôpital de District d’Abalak)                            | Abalak Standort           | Tahoua    | staatlich    |                                        |
| Distriktkrankenhaus Bagaroua (Hôpital de District de Bagaroua)                       | Bagaroua Standort         | Tahoua    | staatlich    |                                        |
| Distriktkrankenhaus Birni-N’Konni (Hôpital de District de Birni-N’Konni)             | Birni-N’Konni Standort    | Tahoua    | staatlich    |                                        |
| Distriktkrankenhaus Bouza (Hôpital de District de Bouza)                             | Bouza Standort            | Tahoua    | staatlich    |                                        |
| Distriktkrankenhaus Illéla (Hôpital de District d’Illéla)                            | Illéla Standort           | Tahoua    | staatlich    |                                        |
| Distriktkrankenhaus Keita (Hôpital de District de Keita)                             | Keita Standort            | Tahoua    | staatlich    |                                        |
| Distriktkrankenhaus Madaoua (Hôpital de District de Madaoua)                         | Madaoua Standort          | Tahoua    | staatlich    |                                        |
| SIM-Krankenhaus Galmi (Hôpital de la SIM Galmi)                                      | Galmi Standort            | Tahoua    | privat       | SIM-Krankenhaus Galmi                  |
| Distriktkrankenhaus Tchintabaraden (Hôpital de District de Tchintabaraden)           | Tchintabaraden Standort   | Tahoua    | staatlich    | Distriktkrankenhaus Tchintabaraden     |
| Regionalkrankenhaus Tillabéri (Centre Hospitalier Régional de Tillabéri)             | Tillabéri Standort        | Tillabéri | staatlich    | Regionalkrankenhaus Tillabéri          |
| Distriktkrankenhaus Filingué (Hôpital de District de Filingué)                       | Filingué Standort         | Tillabéri | staatlich    |                                        |
| Distriktkrankenhaus Gothèye (Hôpital de District de Gothèye)                         | Gothèye Standort          | Tillabéri | staatlich    | Distriktkrankenhaus Gothèye            |
| Distriktkrankenhaus Kollo (Hôpital de District de Kollo)                             | Kollo Standort            | Tillabéri | staatlich    |                                        |
| Distriktkrankenhaus Ouallam (Hôpital de District de Ouallam)                         | Ouallam Standort          | Tillabéri | staatlich    |                                        |
| Distriktkrankenhaus Say (Hôpital de District de Say)                                 | Say Standort              | Tillabéri | staatlich    |                                        |
| Distriktkrankenhaus Téra (Hôpital de District de Téra)                               | Téra Standort             | Tillabéri | staatlich    |                                        |
| Distriktkrankenhaus Zinder (Hôpital de District de Zinder)                           | Zinder Standort           | Zinder    | staatlich    |                                        |
| Nationalkrankenhaus Zinder (Hôpital National de Zinder)                              | Zinder Standort           | Zinder    | staatlich    |                                        |
| Distriktkrankenhaus Damagaram Takaya (Hôpital de District de Damagaram Takaya)       | Damagaram Takaya Standort | Zinder    | staatlich    |                                        |
| Distriktkrankenhaus Gouré (Hôpital de District de Gouré)                             | Gouré Standort            | Zinder    | staatlich    |                                        |
| Distriktkrankenhaus Magaria (Hôpital de District de Magaria)                         | Magaria Standort          | Zinder    | staatlich    |                                        |
| Distriktkrankenhaus Matamèye (Hôpital de District de Matamèye)                       | Matamèye Standort         | Zinder    | staatlich    |                                        |
| Distriktkrankenhaus Mirriah (Hôpital de District de Mirriah)                         | Mirriah Standort          | Zinder    | staatlich    |                                        |
| Distriktkrankenhaus Tanout (Hôpital de District de Tanout)                           | Tanout Standort           | Zinder    | staatlich    |                                        |